# Nemojany
Nemojany (deutsch Nemojan) ist eine Gemeinde in Tschechien. Sie liegt acht Kilometer südwestlich von Vyškov und gehört zum Okres Vyškov. Die Gemeinde ist Teil der Mikroregion Drahanská vrchovina.

## Geographie
Nemojany befindet sich am südwestlichen Fuße des Drahaner Berglandes in der Vyškovská brázda (Wischauer Tor). Das Dorf erstreckt sich beiderseits des Flüsschens Rakovec an der Einmündung des Baches Luštínek. Nördlich erheben sich die Liliová hora (Lilienberg, 393 m) und Pod skalou (438 m) sowie nordwestlich die Ostatečná hora (410 m). Gegen Nordwesten liegt der Teich Chobot. Am Lilienberg und beim Chobot liegen aufgelassene Steinbrüche. Durch Nemojany verläuft die Bahnstrecke Brno-Přerov, die nächste Bahnstation Luleč befindet sich am nordöstlichen Ortsausgang. Zweieinhalb Kilometer östlich verläuft die Autobahn D 1.
Nachbarorte sind Luleč und Nouzka im Nordosten, Rostěnice-Zvonovice im Osten, Lysovice im Südosten, Tučapy und Komořany im Süden, Královopolské Vážany und Habrovany im Südwesten, Blatice und Olšany im Westen sowie Hranáč und Račice-Pístovice im Nordwesten.

## Geschichte

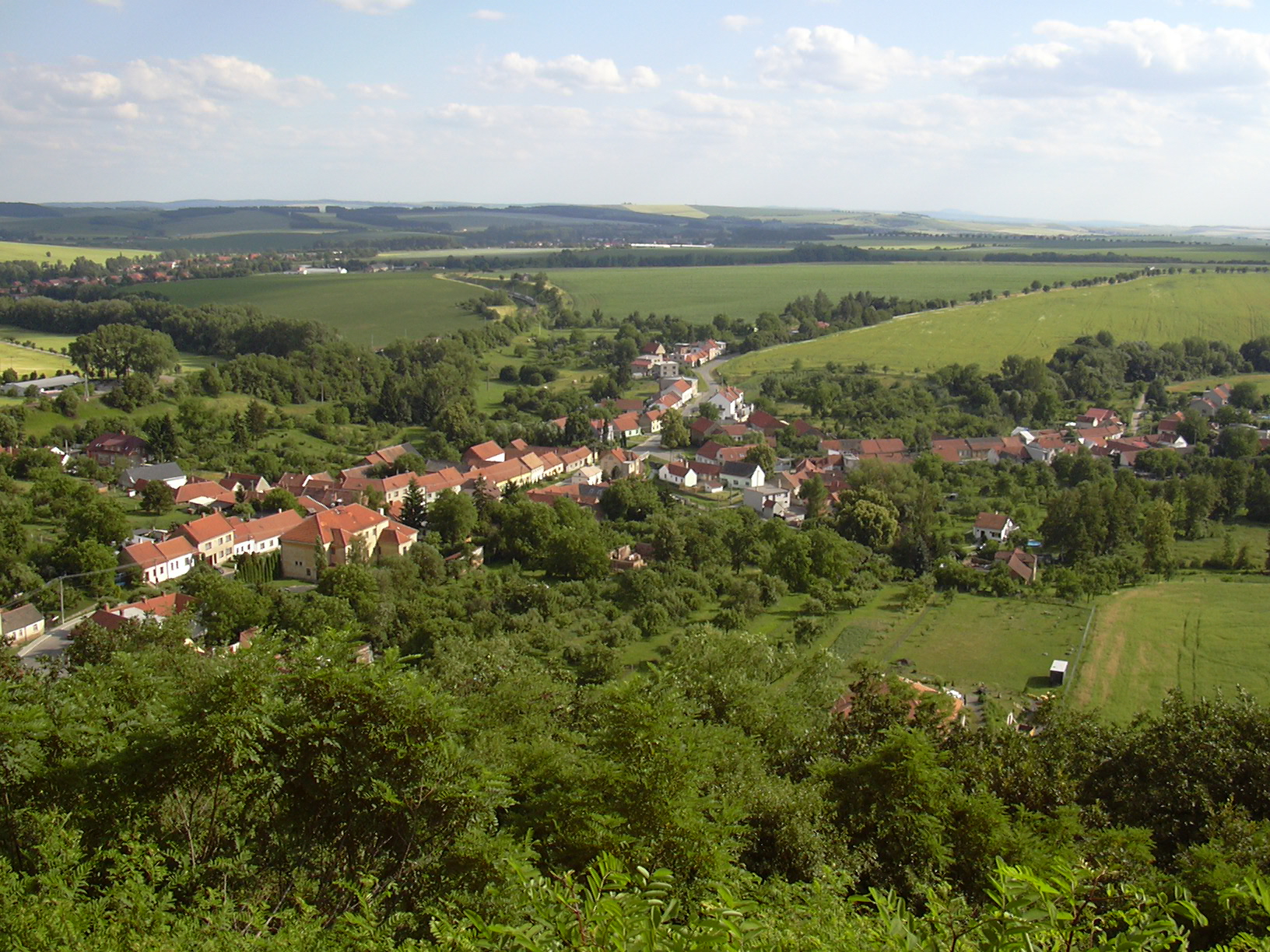
Blick vom Lilienberg über Nemojany ins Wischauer Tor

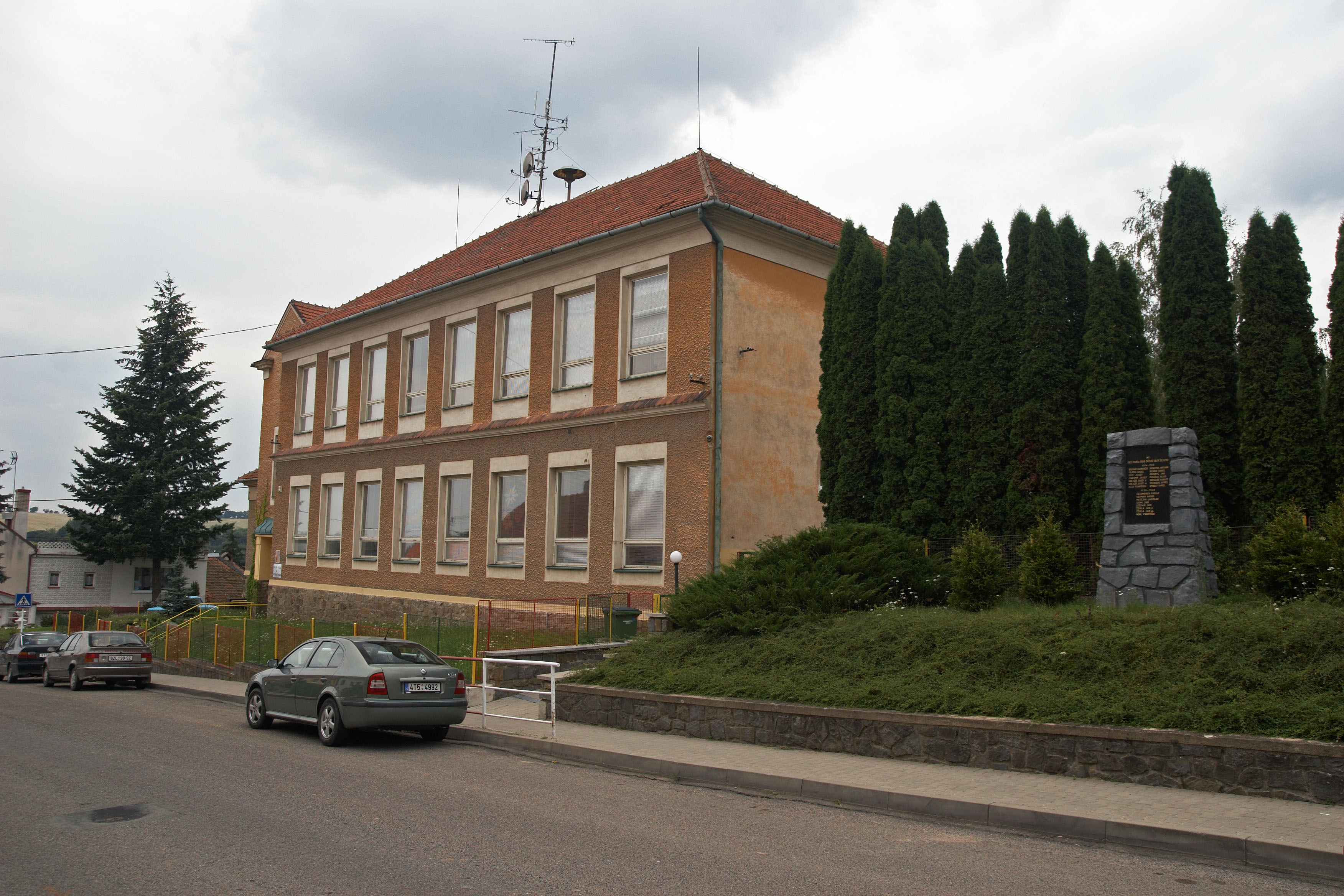
Schule und Kriegerdenkmal

Auf dem Lilienberg befand sich eine große slawische Burgstätte. Die erste schriftliche Erwähnung des zum Pustimirer Gau gehörigen Dorfes an der Bernsteinstraße erfolgte 1131 zusammen mit Podivice und Rostěnice sowie Besitzungen in Vyškov, Dražovice, Hlubočany, Želeč, Křižanovice sowie dem wüsten Dorf Melice in der Besitzübertragungsurkunde des Olmützer Bischofs Heinrich Zdik über sämtliche der Kirche St. Peter gehörigen Güter an den neu erbauten Wenzelsdom. In der Mitte des 14. Jahrhunderts entstand auf dem Lilienberg die gotische Burg Lilcz, die während des böhmisch-ungarischen Krieges unterging. 1490 verkaufte Elisabeth von Lilcz die Burg einschließlich zwei Höfen, den Dörfern Lilcz und Nemojan sowie der Mühle und zwei Huben in Tuczap an Wenzel von Ludanitz. 1522 erwarb Jan Plsak von Zdenín zusammen mit Vilém von Víckov, dem Gewährsmann von Vít von Kralice, von Heinrich von Lichtenburg die Herrschaft Lilcz, im Zuge dieses Kaufgeschäftes wurde die Burg als wüst bezeichnet. Nach Jan Plsaks Tod erbte zwischen 1525 und 1527 dessen Sohn Jan Dubčanský von Zdenín die Lilczer Güter und schloss sie seiner Herrschaft Habrowan an. Dubčanský gehörte 1528 zu den Gründern der religiösen Gemeinschaft der Habrowaner Brüder (bratři habrovanští), die sich stark an den Zwinglianern und Täufern orientierte. Der Lilienberg (monte Liliorum) bildete das Zentrum der Bewegung, die mit Dubčanskýs Tod im Jahre 1543 erlosch. Seine Söhne Jan und Friedrich verkauften 1571 die Herrschaft einschließlich der Dörfer Luleč und Nemojany an Jan Bohuslav Zoubek von Zdětín. Dessen Bruder und Erbe Vilém konvertierte um 1600 zum Katholizismus. Der 1608 verstorbene Vilém Zoubek vermachte die Herrschaften Habrovany und Zdounky testamentarisch seinem minderjährigen Sohn Jan Bohuslav. Seine älteste Tochter Helena schloss er vom Erbe aus, da diese ihren Anteil bereits durch eine Mitgift erhalten hatte. Jan Bohuslavs Vormunde Ladislav Berka von Dubá und Lipá, Jan Kavka Říčanský von Říčany und Michal von Hrádek auf Nové Zámky gestatteten dem Olmützer Jesuitenkolleg die Rekatholisierung der Herrschaft Habrovany. In beiden Herrschaften lebten im Jahre 1619 596 Untertanen; 1632 bestand die Herrschaft Habrovany aus etwa 350 Bewohnern. Nach Jan Bohuslavs baldigem Tod fiel die Herrschaft seiner unverheirateten Schwester Kateřina Alžběta zu, mit deren Tod 1640 das Geschlecht der Zoubek von Zdětín erlosch. Die Herrschaft Habrovany einschließlich des Gutes Zdounky fiel an den Jesuitenorden, der sie seinem neuen Kolleg in Kroměříž anschloss. Der Orden kompensierte die Ansprüche Jiří Vilém Dubskýs von Třebomyslice 1641 mit 10.000 Gulden für die Ansprüche seiner Mutter Helena Zoubková von Zdětín. Nach dem Dreißigjährigen Krieg lag 1673 noch immer knapp ein Drittel der 74 Wirtschaften von Habrovany wüst. Bereits 1660 hatten sich Untertanen aus Habrovany über die übermäßigen Lasten durch die Jesuiten beim Kaiser beschwert. 1684 erfolgte eine erneute Beschwerde von drei Untertanen aus Habrovany, Luleč und Nemojany, die sich auf die gütige Zeit unter Kateřina Alžběta Zoubková beriefen. Die Petition wurde wahrscheinlich auf Initiative von Adam Ladislav Dubský und seiner Brüder verfasst, die zu dieser Zeit wegen der Güter der Zoubek von Zdětín prozessierten und beanspruchten, dass die Herrschaften nach Kateřina Alžbětas Tode an Helena Dubský hätten fallen müssen. Nach einem seit 1641 andauernden Streit mit dem Bistum Olmütz um den Zoll und die Maut in Luleč schlossen die Jesuiten am 18. September 1703 einen Grenzvertrag, bei dem Nemojany und Tučapy dem Patronat des Bistums Olmütz übertragen wurden. An der Kaiserstraße östlich des Dorfes befand sich eine Ausspanne, die ursprünglich den Namen Bei den Jesuiten trug und später Drei Lerchen  hieß.
Nach der Aufhebung der Patrimonialherrschaften bildete Nemojany/ Nemojan ab 1850 eine Gemeinde in der Bezirkshauptmannschaft Wischau. Zwischen 1865 und 1868 erfolgte der Bau der Eisenbahn zwischen Brünn und Prerau durch das Wischauer Tor, er führte zu einem wirtschaftlichen Aufschwung des Ortes. In der Umgebung entstanden mehrere Steinbrüche. 1874 wurde auf den Fluren von Nemojany eine Bahnstation errichtet, die den Namen Luleč, weil die Initiative zu ihrer Errichtung aus Luleč gekommen war. Die ehemalige Ausspannwirtschaft Drei Lerchen wurde 1891 abgerissen.

## Gemeindegliederung
Für die Gemeinde Nemojany sind keine Ortsteile ausgewiesen. Zu Nemojany gehören die Ortslagen Chobot und Hranáč

## Sehenswürdigkeiten
- Barocke Wallfahrtskirche St. Martin mit Kreuzweg, auf dem Lilienberg nördlich des Dorfes. Die zu dem Beginn des 15. Jahrhunderts entstandene gotische Kirche wurde unter Pfarrer Martin Dvořanský in den Jahren 1751 bis 1753 abgebrochen und durch einen barocken Neubau ersetzt.
- Liliová hora (Lilienberg), Aussichtspunkt über das Wischauer Tor
- Kapelle des hl. Johannes von Nepomuk am Dorfanger, errichtet 1855
- Wassermühlen in Nemojany, Chobot und Hranáč
- Betsäule, errichtet nach der Schlacht bei Austerlitz
- Teich Chobot, Erholungsgebiet im Tal des Rakovec
- Denkmal der Kriegsgefallenen

## Söhne und Töchter der Gemeinde
- František Adamec (1866–1946), katholischer Priester und Bienenzüchter, er entwickelt die nach ihm benannten Bienenstöcke (Adamcova úlu) und Maße (Adamcovy míry).